# Neopit
Neopit – jednostka osadnicza w Stanach Zjednoczonych, w stanie Wisconsin, w hrabstwie Menominee.